# Zawale (Luboml)
Zawale (ukr. Завалля) – dawna wieś, od 1934 część miasta Lubomla na Ukrainie, w obwodzie wołyńskim. Rozpościera się na południowy zachód od centrum Lubomla, wzdłuż ulicy Drużby.
Dawniej wieś w gminie Luboml, w XIX wieku liczyła 747 mieszkańców. Za II RP w powiecie lubomelskim województwa wołyńskim. Rozporządzenie Ministra Spraw Wewnętrznych z dnia 28 lutego 1934 wsie Zawale i Luboml oraz majątek Luboml włączono 14 marca 1934 do Lubomla